# Каскадная улица (Москва)
Каска́дная у́лица — улица в Восточном административном округе города Москвы на территории района Косино-Ухтомский, одна из основных дорог района. Начинается от пересечения с Большой Косинской и Лениногорской улиц, заканчивается на пересечении с люберецкими улицей Урицкого и Кожуховской. С севера к улице примыкают Новоухтомское шоссе и Салтыковская улица, с юга — восемь Поселковых проездов, улица 3-го Интернационала и 1-й и 2-й Кожуховские проезды. Нумерация домов начинается от Большой Косинской улицы.

## Происхождение названия
Нынешнее название улица получила 6 февраля 1986 в честь каскада озёр, находящихся севернее в Косино. До этого две части улицы имели отдельные названия — Полевая и Старослободская.

## Описание
Улица начинается в районе платформы Косино и идёт на восток в направлении микрорайона Кожухово. Примерно через 1,5 км дорога делает небольшой поворот, сменяя направление на юго-восточное. После следующего поворота улица продолжается как Кожуховская улица города Люберцы, проходя по границе Люберец и Москвы. Улица асфальтирована, разметка присутствует. От пересечения с Большой Косинской и Лениногорской улицами четырёхполосная (по две полосы в каждую сторону), после поворота на местный проезд возле многоэтажек дорога сужается до двух полос. В 2013 на улице установлено фонарное освещение.
На всём протяжении улицы жилая застройка присутствует лишь с южной стороны, так как севернее проходит канализационный коллектор; таким образом, улица является границей посёлка Ухтомского. Дома преимущественно частные, лишь в районе улицы Камова находятся три высотных блочных дома. Улица является местным дублёром построенного в 2007—2011 годы Косинского шоссе, после ввода которого Каскадная освободилась от нескольких автобусных маршрутов в направлении метро «Выхино».

## Транспорт

### Наземный транспорт
На улице присутствует одна автобусная остановка — Каскадная улица, 20.

### Железнодорожный транспорт
В начале улицы расположена железнодорожная платформа Косино Казанско-Рязанского направления железной дороги.

### Метрополитен
Ближайшими станциями метрополитена являются «Лермонтовский проспект» Таганско-Краснопресненской линии и станции «Косино», «Улица Дмитриевского» и «Лухмановская» Некрасовской линии